# Odelya Halevi
Pour les articles homonymes, voir Halévi.
Odelya Halevi (en hébreu : אודליה הלוי), née le 12 février 1989 à Rosh HaAyin (Israël), est une actrice israélienne. Elle joue le rôle du procureur de district adjoint Samantha Maroun dans la série télévisée policière américaine New York, police judiciaire,,,. Elle a également joué le personnage d'Angelica dans la série télévisée américaine Good Trouble,,. Elle a fait des apparitions dans des séries télévisées telles que Good Girls Revolt, Mike and Molly, New Girl, NCIS : Enquêtes spéciales, MacGyver (2016) et Why Women Kill,,.